# Casinaria subglabra
Casinaria subglabra là một loài tò vò trong họ Ichneumonidae.